# Swaziphanes bimaculatus
Swaziphanes bimaculatus är en skalbaggsart som beskrevs av Karl Adlbauer 2002. Swaziphanes bimaculatus ingår i släktet Swaziphanes och familjen långhorningar.
Artens utbredningsområde är:
- Swaziland.
- Zimbabwe.

Inga underarter finns listade i Catalogue of Life.